# Port Levy

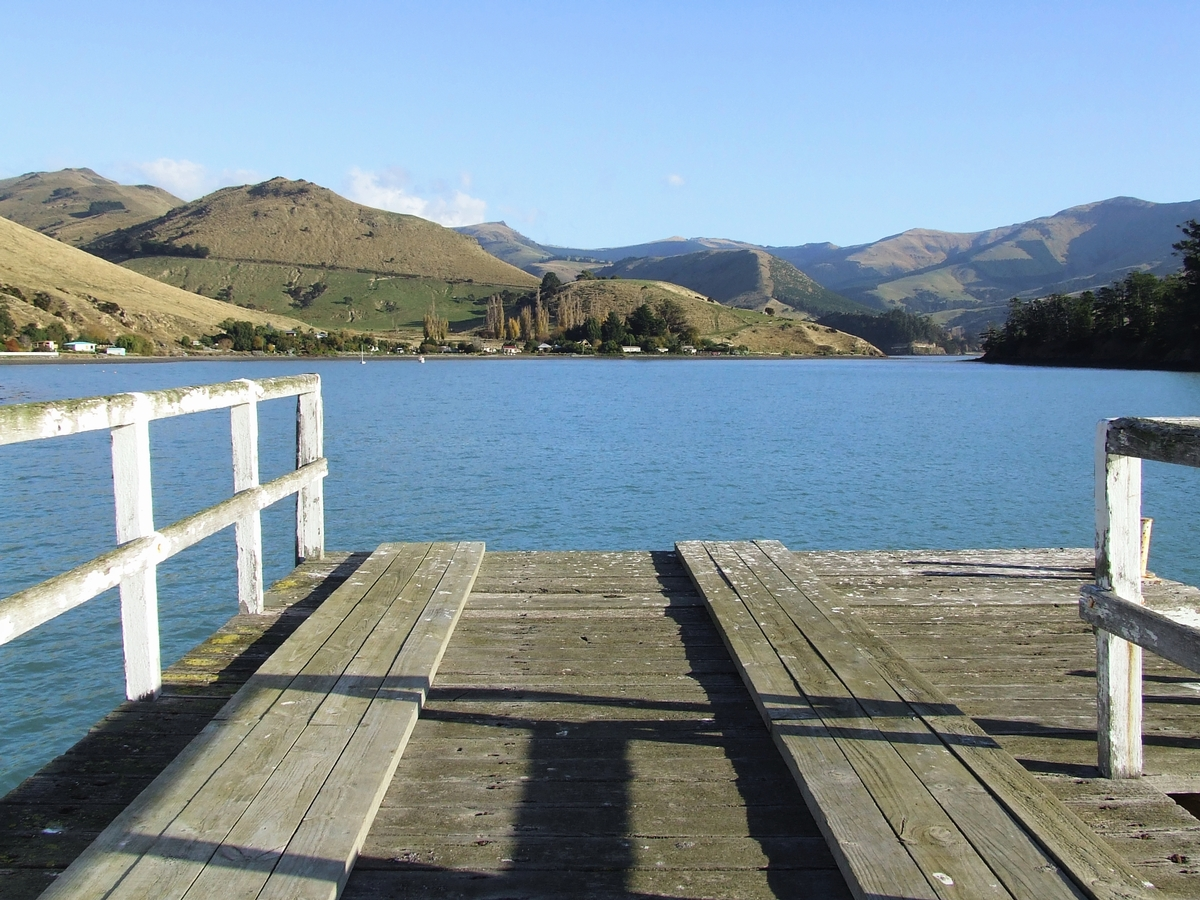
Jetée rendue célèbre en 1994 par le film Heavenly Creatures

Port Levy est une longue baie abritée et le lieu d’une installation sur la Péninsule de Banks dans la région de Canterbury  en Nouvelle-Zélande.

## Population
La population habituelle ne dépasse pas 100 personnes, mais au milieu du XIXe siècle, elle était plus importante du fait des habitations du peuple Māori de la région de Canterbury, qui comportait une population estimée à environ 400 personnes. 

## Toponymie
La baie a été nommée en l’honneur de Solomon Levey (en), un marchand  Australien, qui possédait un certain nombre de vaisseaux de commerce dans la région de la Péninsule de Banks dans les années 1820.

## Histoire
La baie fut occupée par la sous-tribu  des  Ngai Tūāhuriri issus de la tribu des Ngāi Tahu, et dont le chef «Moki» dénomma la baie «Koukourarata»  d’après un ruisseau de la région de Wellington, qui lui rappelait la naissance de son père: «Tu Ahuriri».
Ce fut aussi le domicile de «Tautahi», le chef d’après qui, la zone marécageuse de  Ōtautahi fut dénommée, qui est maintenant le site de la ville de Christchurch.
La première église Māori anglicane y fut construite. 
Une stèle de la mémoire en marque le site.

## Médias
Certaines parties du film de Peter Jackson Créatures célestes furent prises à Port Levy. 
Dans ce lieu, Pauline Parker (en) et Juliet Hulme (connue comme écrivain sous le nom de Anne Perry), deux jeunes filles de 16 ans de Christchurch, élaborèrent leur Fourth World imaginaire le 3 avril 1953, ce qu’elles appelèrent leur révélation de Port Levy. 
On ne put jamais expliquer ce qui survint réellement ce jour-là et qu’elles décrivirent comme une porte ouverte à travers les nuages!
L’Affaire Parker-Hulme, outre le film de Peter Jackson, a donné lieu au film nommé Mais ne nous délivrez pas du mal de Joël Séria.